# Parafia św. Jakuba w Bożewie
Parafia pw. Świętego Jakuba w Bożewie – parafia rzymskokatolicka należąca do dekanatu tłuchowskiego, diecezji płockiej, metropolii warszawskiej. 

## Historia
Parafię erygował bp Paweł Giżycki 5 kwietnia 1453 roku. Obecny kościół parafialny pw. św. Jakuba w Bożewie powstał prawdopodobnie w II połowie XV wieku.